# Фернвайл ап Мейриг
Фернвайл ап Меуриг (валл. Ffernfael ap Meurig; умер около 880) — король Гвента, наследовал своему отцу Мейригу ап Артвайлу.
Имя Фернвайла, возможно, означает «сильные лодыжки».

## Биография
Фернвайл ап Мейриг правил либо вместе с братом Брохвайлом , либо перед ним, с 860 года. По другой версии, он взошёл на престол в 874 году, когда умер его отец Мейриг ап Артвайл.
Фернвайл ап Мейриг и его брат Брохвайл упоминаются, не как правители, во времена епископов Нудда и Керенхира
В правление Фернвайла ап Мейрига — в 878 (или в 873) году — принц Гвента Гуэйридд ап Оуайн, сражаясь на стороне Родри и его брата Гуриада в Англси, потерпел поражение и был убит саксами.
Фернвайл ап Мейриг упоминается у Ассера в 80-й главе его «Жизни Короля Альфреда»: «Хивел, сын Риса, король Гливисинга, и Брохвайл и Фернвайл сыны Мейрига, короли Гвента, притесняемые насилием эрла Этереда (Этельред) и мерсианцев, сами по себе искали короля Альфреда, чтобы они могли наслаждаться его правительством и защитой». Это событие датируется приблизительно 880 годом.
В 880 году Фернвайл ап Мейриг умер и его брат Брохвайл наследовал ему.